# Incontri internazionali di rugby a 15 di metà anno 1976
A metà anno è tradizione che le selezioni di "rugby a 15", europee in particolare, ma non solo, si rechino fuori dall'Europa o nell'emisfero sud per alcuni test. Si disputano però anche molti incontri tra nazionali dello stesso emisfero Sud.
Il 1976 vede la controversa tournée degli All Blacks in Sudafrica, che provocherà il boicottaggio dei Giochi Olimpici da parte dei paesi africani.
- Nuova Zelanda Universitaria in Giappone:

| Tokyo 28 marzo 1976 | Giappone | 6 – 45 | Nuova Zelanda Universitaria | Olympic Stadium |

- Irlanda in Nuova Zelanda: Le nazionali britanniche negli anni 70 hanno preso l'abitiudine di recarsi in tour anche al di fuori delle selezioni dei "Lions" . L'Irlanda viene sconfitta dagli All Blacks per 11-3 in questo tour di oltre un mese, che tocca anche le Isole Figi (dove vince per 8-0)

| Wellington 5 giugno 1976 | Nuova Zelanda | 11 – 3 | Irlanda | Athletic Ground |

| Suva 9 giugno 1976 | Figi | 0 – 8 | Irlanda XV |  |

- Figi in Australia: Le Figi si recano in Tour in Australia. un tour lunghissimo con ben tre test match con l'Australia (tutti persi)

| Sydney 12 giugno 1976 | Australia | 22 – 6 | Figi | Cricket Ground |

| Brisbane 19 giugno 1976 | Australia | 21 – 9 | Figi | Ballymore Stadium |

| Sydney 26 giugno 1976 | Australia | 27 – 17 | Figi | Cricket Ground |

- Samoa in Nuova Zelanda: due  sconfitte con i New Zealand Maori.

| Rotorua 17 luglio 1976 | New Zealand Māori | 19 – 6 | Samoa |  |

| Auckland 24 luglio 1976 | New Zealand Māori | 24 – 8 | Samoa | Eden Park |

- Nuova Zelanda in Sud Africa e in Sud America: gli All Blacks perdono la serie con il Sud Africa con 3 sconfitte e una sola vittoria. È un tour molto contestato dai paesi africani, che avversano la politica di apartheid sudafricana ed arriveranno a chiedere l'esclusione della Nuova Zelanda dalla Olimpiade del 1976. Respinta la loro richiesta, boicotteranno i giochi olimpici.

| Durban 24 luglio 1976 | Sudafrica | 16 – 7 | Nuova Zelanda | King's Park |

| Bloemfontein 14 agosto 1976 | Sudafrica | 9 – 15 | Nuova Zelanda | Free State Stadium |

| Città del Capo 4 settembre 1976 | Sudafrica | 15 – 10 | Nuova Zelanda | Newlands |

| Johannesburg 18 settembre 1976 | Sudafrica | 15 – 14 | Nuova Zelanda | Ellis Park |

- Altri Test:

| Karlstad 8 maggio 1976 | Svezia | 36 – 9 | Danimarca |  |

| Vancouver 12 maggio 1976 | Columbia Britannica | 38 – 7 | Giappone |  |

| Toruń 17 maggio 1976 | Polonia | 15 – 16 | Cecoslovacchia |  |